# Festival di Cannes 1983
La 36ª edizione del Festival di Cannes si è svolta a Cannes dal 7 al 19 maggio 1983.
La giuria presieduta dallo scrittore statunitense William Styron ha assegnato la Palma d'oro per il miglior film a La ballata di Narayama di Shōhei Imamura.
È stato inaugurato il nuovo Palais des Festivals per le proiezioni della selezione ufficiale, mentre il vecchio Palais è stato destinato alla Quinzaine des Réalisateurs.

## Selezione ufficiale

### Concorso
- L'estate assassina (L'été meurtrier), regia di Jean Becker (Francia)
- Lo specchio del desiderio (La lune dans le caniveau), regia di Jean-Jacques Beineix (Francia/Italia)
- Tender Mercies - Un tenero ringraziamento (Tender Mercies), regia di Bruce Beresford (Usa)
- L'Argent, regia di Robert Bresson (Francia/Svizzera)
- L'uomo ferito (L'homme blessé), regia di Patrice Chéreau (Francia)
- El sur, regia di Víctor Erice (Spagna/Francia)
- Storia di Piera, regia di Marco Ferreri (Italia/Germania/Francia)
- Monty Python - Il senso della vita (The Meaning of Life), regia di Terry Gilliam e Terry Jones (Gran Bretagna)
- La morte di Mario Ricci (La mort de Mario Ricci), regia di Claude Goretta (Svizzera/Francia/Germania)
- Eréndira, regia di Ruy Guerra (Francia/Messico/Germania)
- La rivolta (Duvar), regia di Yilmaz Güney (Turchia/Francia)
- La ballata di Narayama (Narayama bushiko), regia di Shōhei Imamura (Giappone)
- Calore e polvere (Heat and Dust), regia di James Ivory (Gran Bretagna)
- Visszaesök, regia di Zsolt Kézdi-Kovács (Ungheria)
- Furyo (Merry Christmas Mr. Lawrence), regia di Nagisa Ōshima (Giappone/Gran Bretagna)
- La foresta silenziosa (Cross Creek), regia di Martin Ritt (Usa)
- Vokzal dlya dvoikh, regia di Eldar Ryazanov (Unione Sovietica)
- Carmen Story (Carmen), regia di Carlos Saura (Spagna)
- Re per una notte (The King of Comedy), regia di Martin Scorsese (Usa)
- Kharij, regia di Mrinal Sen (India)
- Nostalghia, regia di Andrej Tarkovskij (Italia/Unione Sovietica)
- Un anno vissuto pericolosamente (The Year of Living Dangerously), regia di Peter Weir (Australia)

### Fuori concorso
- Streamers, regia di Robert Altman (Usa)
- Wargames - Giochi di guerra (Wargames), regia di John Badham (Usa)
- Angelo My Love, regia di Robert Duvall (Usa)
- Equator - L'amante sconosciuta (Équateur), regia di Serge Gainsbourg (Francia)
- Tau ban no hoi, regia di Ann Hui (Hong Kong)
- L'homme au chapeau de soie, regia di Maud Linder (Francia)
- Il massacro dei Maori (UTU), regia di Geoff Murphy (Nuova Zelanda)
- Camminacammina, regia di Ermanno Olmi (Italia)
- Miriam si sveglia a mezzanotte (The Hunger), regia di Tony Scott (Gran Bretagna)
- L'avventuriera perversa (The Wicked Lady), regia di Michael Winner (Gran Bretagna)

### Un Certain Regard
- Gli anni 80 (Les années 80), regia di Chantal Akerman (Belgio/Francia)
- Zappa, regia di Bille August (Danimarca)
- Le certificat d'indigence, regia di Moussa Bathily (Senegal)
- Caméra d'Afrique, regia di Férid Boughedir (Tunisia/Francia)
- Caballo salvaje, regia di Joaquín Cortés (Venezuela)
- Faits divers, regia di Raymond Depardon (Francia)
- The Haircut, regia di Tamar Simon Hoffs (Usa)
- Can She Bake a Cherry Pie?, regia di Henry Jaglom (Usa)
- Nesto izmedju, regia di Srdjan Karanovic (Jugoslavia)
- Bella Donna, regia di Peter Keglevic (Germania)
- La bête lumineuse, regia di Pierre Perrault (Canada)
- Io, Chiara e lo Scuro, regia di Maurizio Ponzi (Italia)
- La matiouette ou l'arrière-pays, regia di André Téchiné (Francia)
- Ulysse, regia di Agnès Varda (Francia)
- Mu Ma Ren, regia di Xie Jin (Cina)

## Settimana internazionale della critica
- Faux fuyants, regia di Alain Bergala e Jean-Pierre Limosin (Francia)
- La principessa (Adj király katonát), regia di Pál Erdöss (Ungheria)
- Le destin de Juliette, regia di Aline Issermann (Francia)
- Løperjenten, regia di Vibeke Løkkeberg (Norvegia)
- Menuet, regia di Lili Rademakers (Belgio/Paesi Bassi)
- Lianna - Un amore diverso (Lianna), regia di John Sayles (Usa)
- Carnaval de nuit, regia di Masashi Yamamoto (Giappone)

## Quinzaine des Réalisateurs
- Últimos días de la víctima, regia di Adolfo Aristarain (Argentina)
- Rupture, regia di Mohamed Chouikh (Algeria)
- Miss Lonelyhearts, regia di Michael Dinner (Usa)
- Eisenhans, regia di Tankred Dorst (Germania)
- La moglie del capostazione (Bolwieser), regia di Rainer Werner Fassbinder (Germania)
- Sem Sombra de Pecado, regia di José Fonseca e Costa (Portogallo)
- Local Hero, regia di Bill Forsyth (Gran Bretagna)
- I diavoli in giardino (Demonios en el jardin), regia di Manuel Gutiérrez Aragón (Spagna)
- La rosa de los vientos, regia di Patricio Guzmán (Spagna/Venezuela/Cuba)
- Angelos, regia di Giorgos Katakouzinos (Grecia)
- La casa del tappeto giallo, regia di Carlo Lizzani (Italia)
- Another Time, Another Place - Una storia d'amore (Another Time, Another Place), regia di Michael Radford (Gran Bretagna)
- Grenzenlos, regia di Josef Rödl (Germania)
- Daniel prende il treno (Szerencsés Dániel), regia di Pál Sándor (Ungheria)
- Rien qu'un jeu, regia di Brigitte Sauriol (Canada)
- Barbarosa, regia di Fred Schepisi (Usa)
- La donna in fiamme (Die flambierte frau), regia di Robert van Ackeren (Germania)
- Kvish L'Lo Motzah, regia di Yaky Yosha (Israele)

## Giurie

### Concorso
- William Styron, scrittore (Usa) - presidente
- Henri Alekan, direttore della fotografia (Francia)
- Yvonne Baby, giornalista (Francia)
- Sergei Bondarchuk, regista (Unione Sovietica)
- Youssef Chahine, regista (Egitto)
- Souleymane Cissé, regista (Mali)
- Gilbert de Goldschmidt, produttore (Francia)
- Mariangela Melato, attrice (Italia)
- Karel Reisz, regista (Gran Bretagna)
- Lia Van Leer, rappresentante della Cinémathèque (Israele)

### Caméra d'or
- Philippe Carcassonne, produttore (Francia)
- Dan Fainaru, giornalista (Israele)
- Monique Gregoire, cinefila
- Alexis Grivas, giornalista (Messico)
- Adrienne Hancia, cinefila (Usa)
- Bernard Jubard (Francia)
- Jean-Daniel Simon, regista (Francia)

## Palmarès
- Palma d'oro: La ballata di Narayama (Narayama bushiko), regia di Shōhei Imamura (Giappone)
- Grand Prix Speciale della Giuria: Monty Python - Il senso della vita (The Meaning of Life), regia di Terry Gilliam e Terry Jones (Gran Bretagna)
- Premio della giuria: Kharij, regia di Mrinal Sen (India)
- Prix d'interprétation féminine: Hanna Schygulla - Storia di Piera, regia di Marco Ferreri (Italia/Germania/Francia)
- Prix d'interprétation masculine: Gian Maria Volonté - La morte di Mario Ricci (La mort de Mario Ricci), regia di Claude Goretta (Svizzera/Francia/Germania)
- Prix de la mise en scène: Robert Bresson - L'Argent (Francia/Svizzera) ex aequo Andrej Tarkovskij - Nostalghia (Italia/Unione Sovietica)
- Premio per il contributo artistico: Carlos Saura - Carmen Story (Carmen), regia di Carlos Saura (Spagna)
- Grand Prix tecnico: Carmen Story (Carmen) di Carlos Saura (Spagna)
- Caméra d'or: La principessa (Adj király katonát), regia di Pál Erdöss (Ungheria)
- Premio FIPRESCI: Nostalghia, regia di Andrej Tarkovskij (Italia/Unione Sovietica) ex aequo Daniel prende il treno (Szerencsés Dániel), regia di Pál Sándor (Ungheria)
- Premio della giuria ecumenica: Nostalghia, regia di Andrej Tarkovskij (Italia/Unione Sovietica)